# Мјуријета (Калифорнија)
Мјуријета (енгл. Murrieta) град је у америчкој савезној држави Калифорнија. По попису становништва из 2010. у њему је живело 103.466 становника.

## Географија
Мјуријета се налази на надморској висини од 334 m. Према Бироу за попис становништва Сједињених Америчких Држава, заузима укупну површину од 87,058 km², од чега је копно 86,964 km², а вода 0,094 km².

### Клима
| Клима (Мјуријета)          | Клима (Мјуријета) | Клима (Мјуријета) | Клима (Мјуријета) | Клима (Мјуријета) | Клима (Мјуријета) | Клима (Мјуријета) | Клима (Мјуријета) | Клима (Мјуријета) | Клима (Мјуријета) | Клима (Мјуријета) | Клима (Мјуријета) | Клима (Мјуријета) | Клима (Мјуријета) |
| Показатељ \ Месец          | .Јан.             | .Феб.             | .Мар.             | .Апр.             | .Мај.             | .Јун.             | .Јул.             | .Авг.             | .Сеп.             | .Окт.             | .Нов.             | .Дец.             | .Год.             |
| -------------------------- | ----------------- | ----------------- | ----------------- | ----------------- | ----------------- | ----------------- | ----------------- | ----------------- | ----------------- | ----------------- | ----------------- | ----------------- | ----------------- |
| Средњи максимум, °C (°F)   | 19 (66)           | 19 (66)           | 22 (72)           | 23 (73)           | 26 (79)           | 28 (82)           | 33 (91)           | 33 (91)           | 32 (90)           | 26 (79)           | 23 (73)           | 29 (84)           | 25,2 (77,4)       |
| Средњи минимум, °C (°F)    | 5 (41)            | 5 (41)            | 7 (45)            | 9 (48)            | 11 (52)           | 13 (55)           | 17 (63)           | 16 (61)           | 14 (57)           | 11 (52)           | 8 (46)            | 4 (39)            | 10 (50)           |
| Количина падавина, mm (in) | 81,8 (32,2)       | 105,7 (41,61)     | 23,9 (9,41)       | 18,5 (7,28)       | 6,1 (2,4)         | 0,3 (0,12)        | 1,8 (0,71)        | 0,3 (0,12)        | 3,6 (1,42)        | 33,5 (13,19)      | 30 (11,8)         | 89,9 (35,39)      | 395,2 (155,59)    |
| [ тражи се извор ]         |                   |                   |                   |                   |                   |                   |                   |                   |                   |                   |                   |                   |                   |

## Демографија
Према попису становништва из 2010. у граду је живело 103.466 становника, што је 59.184 (133,7%) становника више него 2000. године.
|                   | 2010.            | 2000.           |
| Укупно            | 103 466 (100,0%) | 44 282 (100,0%) |
| Белци             | 57 590 (55,66%)  | 31 811 (71,84%) |
| Хиспаноамериканци | 26 792 (25,89%)  | 7 739 (17,48%)  |
| Азијати           | 9 556 (9,236%)   | 1 775 (4,008%)  |
| Афроамериканци    | 5 601 (5,413%)   | 1 500 (3,387%)  |
| Остали            | 3 927 (3,795%)   | 1 457 (3,290%)  |